# Фаворский, Олег Николаевич
Оле́г Никола́евич Фаво́рский (27 января 1929, Саратов — 24 июня 2022, Москва) — советский и российский учёный, специалист в области теплотехники энергетических установок, академик АН СССР (1990) и РАН (1991), доктор технических наук. Основные работы связаны с исследованиями тепловых и физико-химических процессов в газотурбинных двигателях, в наземных и космических энергоустановках, с изучением влияния авиации и энергетики на атмосферные процессы, лауреат Ленинской премии и Государственной премии РФ.

## Биография
- Окончил Московский авиационный институт в 1951 году[2].
- С 1951 по 1973 год — работал в Центральном институте авиационного моторостроения на инженерных должностях, с 1971 года — первый заместитель директора[1].
- В 1957 году защитил диссертацию кандидата технических наук.
- В 1966 году защитил диссертацию доктора технических наук.
- В 1969 году — присвоено звание профессора[3].
- В 1973—1987 гг. — главный конструктор и руководитель МНПО «Союз».
- 29 декабря 1981 года избран членом-корреспондентом АН СССР по Отделению физико-технических проблем энергетики (специальность «энергетическое и электротехническое машиностроение»)
- В 1987 году вернулся в Центральный институт авиационного моторостроения на должность заместителя директора.
- 15 декабря 1990 года избран академиком АН СССР по Отделению физико-технических проблем энергетики (специальность «энергетика»)

Являлся членом КПСС.
Отрицал влияние повышения концентрации углекислого газа в атмосфере на климат Земли.
- заместитель академика-секретаря Отделения энергетики, машиностроения, механики и процессов управления (ОЭММПУ) РАН.
- руководитель Секции энергетики ОЭММПУ РАН.
- советник Президиума РАН.
- председатель Научного совета РАН по комплексной проблеме «Теплофизика и теплоэнергетика».
- председатель Совета РАН по проблемам развития энергетики России (Бюро) по 01.10.2020.
- Председатель научно-технического совета ИНТЕР РАО ЕЭС.
- Член бюро и руководитель Секции энергетики НТС ПАО «Газпром».
- Член бюро НТС инженерного центра ОАО ЕЭС.
- Член Совета по присуждению Премий Правительства РФ.
- Член бюро Научно-издательского совета РАН, член Экспертного совета по золотой медали РАН им. Ломоносова.
- Редактор журнала РАН «Энергия: экономика, техника, экология»; член редколлегии журналов «Двигатель», «Газотурбинные технологии», «Электро», «Известия РАН: энергетика», «Энергетический вестник ЮНЕСКО».
- Советник генерального директора Центрального института авиационного моторостроения (ЦИАМ) им. П. И. Баранова.
- Член учёных советов МАИ, ЦИАМ.
- Член и вице-президент Академии наук авиации и воздухоплавания, член президиума Электротехнической академии наук РФ.

Скончался 24 июня 2022 года. Похоронен в Москве на Ваганьковском кладбище (закрытый колумбарий, секция 20).

## Из библиографии
- Контактный теплообмен в газотурбинных двигателях и энергоустановках / В. А. Мальков, О. Н. Фаворский, В. Н. Леонтьев ; Под ред. д. т. н., проф. О. Н. Фаворского. — М.: Машиностроение, 1978. — 144 с.
- Влияние авиации на атмосферу. Проблемы и перспективы исследований / О. Б. Поповичева, А. М. Старик, О. Н. Фаворский. — М.: Объед. ин-т высок. температур РАН, 1998. — 79 с. — (Препринт / РАН. Объед. «ИВТАН» № 8-427).

### Учебные пособия
- Установка для непосредственного преобразования тепловой энергии в электрическую : [Учеб. пособие для втузов]. / О. Н. Фаворский — М.: Высшая школа, 1965. — 288 с.
- Вопросы теплообмена в космосе : [Учеб. пособие для втузов] / О. Н. Фаворский, Я. С. Каданер. — М.: Высшая школа, 1967. — 240 с.
  - 2-е изд., доп. и перераб. — М.: Высшая школа, 1972. — 279 с.
- Основы теории космических электрореактивных двигательных установок : [Учеб. пособие для вузов] / О. Н. Фаворский, В. В. Фишгойт, Е. И. Янтовский ; Под ред. д-ра техн. наук, проф. О. Н. Фаворского. — М.: Высшая школа, 1970. — 486 с.
  - 2-е изд., перераб. и доп. — М.: Высшая школа, 1978. — 384 с.

### Статьи
- Что нужно сделать для реализации энергетической программы страны / О. Н. Фаворский, В. М. Батенин, В. М. Масленников и др. // Вестник РАН, 2016. — Т. 86. — № 10. — С. 1—6.

### Редакторская деятельность
- Теплотехника и теплофизика. Экономика энергетики и экология : Избр. тр.; Воспоминания / М. А. Стырикович; [Редкол.: О. Н. Фаворский и др.]; Рос. акад. наук. Ин-т высоких температур. — М.: Наука, 2002. — 318 с. — ISBN 5-02-006472-6.

## Награды
Российской Федерации
- Орден «За заслуги перед Отечеством» IV степени (1998)
- Государственная премия Российской Федерации (2000)[6]
- Премия Правительства Российской Федерации в области науки и техники (2010)[7]
- Почётный авиастроитель РФ[8]

СССР
- Ленинская премия (1987)
- орден «Знак Почёта»[9]

Прочие
- премия «Глобальная энергия» (2008)[10][11].
- Заслуженный инженер России (2002)
- Почётный профессор ВТИ (2013)
- Медаль «За трудовое отличие» (1957)
- Медаль к 100-летию Ленина (1970)
- Медаль «Ветеран труда» (1985)
- Медаль «850 лет Москвы» (1997)
- Медали академиков С. Т. Кишкина, Н .А. Доллежаля, В. П. Глушко, авиаконструктора М. М. Бондарюка
- лауреат премии им. Н. К. Байбакова, Почётный знак 80 лет ГОЭЛРО
- медали «50 лет атомной энергетики СССР», «За заслуги в энергетике», «За заслуги в электроэнергетике»